# 林德科夫 (加利福尼亞州)
林德科夫（英語：Lindcove）是位於美國加利福尼亞州圖萊里縣的一個人口普查指定地區。

## 地理
林德科夫的座標為36°21′28″N 119°03′52″W / 36.35778°N 119.06444°W，而該地最高點為海拔高度138米（即453英尺）。

## 人口
根據2010年美國人口普查的數據，林德科夫的面積為1.767平方千米，當中陸地面積為1.767平方千米，而水域面積為0.000平方千米。當地共有人口406人，而人口密度為每平方千米229人。